# برتونيلة بقرية
برتونيلة بقرية (الاسم العلمي:Bartonella bovis) هي نوع من البكتيريا تتبع جنس البرتونيلة من فصيلة البارتونيلات.